# Ksenija Borissowna Keping

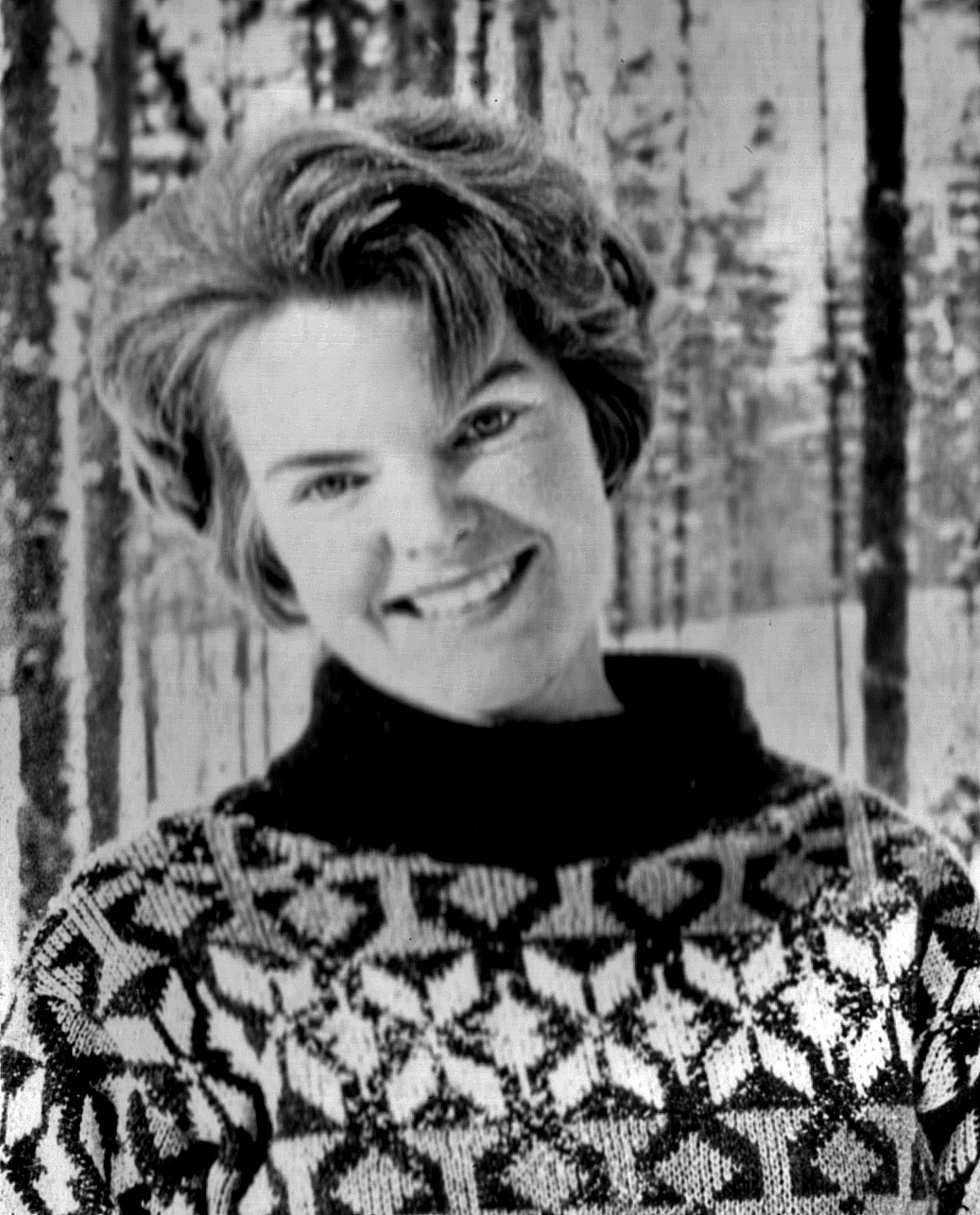
Ksenija B. Keping bei einer Schitour nördlich von Leningrad (Winter 1965)

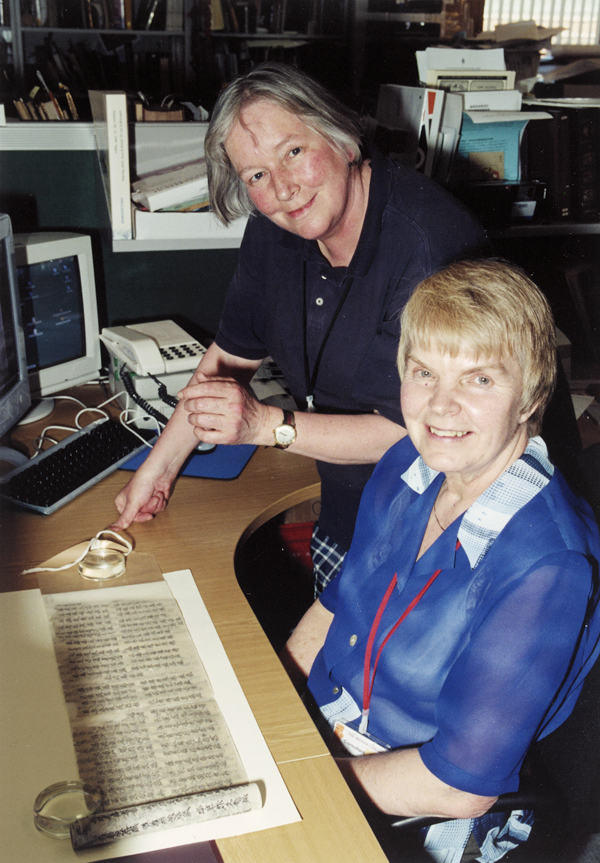
Ksenija B. Keping (sitzend) mit Frances Wood in der British Library (März 2001)

Ksenija Borissowna Keping (russisch Ксения Борисовна Кепинг; geboren am 7. Februar 1937 in Tianjin, gestorben am 13. Dezember 2002) war eine sowjetische Wissenschaftlerin, die sich vor allem mit der tangutischen Sprache befasste.

## Biografie
Kepings Vater, Boris Michailowitsch von Kepping (1896–1958), war ein Offizier der Weißen Armee im Russischen Bürgerkrieg gewesen und nach Harbin emigriert. Ihre Mutter, Olga Wiktorowna Swjatina (1900–1992) war die Tochter eines Popen. Kepings Eltern heirateten und zogen nach Tianjin, wo Keping geboren wurde, aufwuchs und von 1945 bis 1954 die russische Schule besuchte. 1955 kehrte die Familie in die Sowjetunion zurück. Keping wurde an der Zentralasiatischen Universität in Taschkent aufgenommen, wechselte dann jedoch an die Staatliche Universität Leningrad, wo sie 1955–1959 chinesische Philologie studierte. Nach ihrem Abschluss trat sie eine Stelle am Institut für Orientalistik in Leningrad an, wo sie bis zu ihrem Tod im Jahr 2002 tätig war.

## Wissenschaftliche Tätigkeit
Die sowjetische Akademie der Wissenschaften verfügte über die größte Sammlung tangutischer Manuskripte weltweit; diese rührte von der Expedition unter der Leitung von Pjotr K. Koslow in die verlassene Festungsstadt Kara-Choto her. Die Hinrichtung der bedeutendsten Tangutologen Aleksej Iwanow und Nikolaj Newski beendete zunächst die Aufarbeitung dieses Materials. Ende der 1950er Jahre wurde die Forschung auf diesem Gebiet unter Jewgenij Kytschanow wieder aufgenommen.
1966 begann Keping, die tangutische Sprache, ihre komplexe Schrift und insbesondere ihre Grammatik zu studieren. 1969 schloss Keping ein Doktorat mit einer Arbeit über die tangutische Übersetzung der chinesischen »Kunst des Krieges« von Sun Zi ab, die 1979 publiziert wurde. 1986 vollendete Keping ihre zweite Dissertation über die Morphologie des Tangutischen.
In den 1980er und 1990er Jahren arbeitete Keping mit zahlreichen ausländischen Kollegen zusammen, darunter George van Driem und Christopher Beckwith. 1989 bis 1990 arbeitete sie an der Zentralen Hochschule für Nationale Minderheiten in Beijing mit den chinesischen Tangutologen Shi Jinbo, Bai Bin und Li Fanwen zusammen. In dieser Zeit nahm sie auch eine Reihe von Russisch- und Chinesischlektionen für das chinesische Radio und Fernsehen auf. Sie besuchte mehrmals die British Library in London, um das Material zu studieren, das Aurel Stein aus Kara-Choto nach England gebracht hatte.
Keping wurde bekannt für ihre Theorie, dass der tibetische Buddhismus die Staatsreligion des tangutischen Reiches gewesen sei, und dass der Kaiser und die Kaiserin tantrische Rituale durchführten.
Außerdem schlug Keping vor, die tangutische Sprache in zwei Formen einzuteilen: eine allgemeine oder umgangssprachliche Form, die für die meisten erhaltenen Texte benutzt worden war, und für die rund die Hälfte der sechstausend verschiedenen tangutischen Schriftzeichen verwendet wurde; und eine ritualisierte Sprache, die in einigen Glossaren und religiösen Oden überliefert ist. Nach Keping ist diese Ritualsprache im Wesentlichen eine künstliche Sprache, die vor der Übernahme des Buddhismus von Schamanen geschaffen worden war.

## Werke
- 1969. mit V. S. Kolokolov, E. I. Kychanov und A. P. Terentev Katanskij. Море письмен [《文海》]. Moskau: Nauka.
- 1979. Сунь Цзы в тангутском переводе. Факсимиле ксилографа. Moskau: Nauka.
- 1983. Лес категорий [Forest of Categories]. Moskau: Nauka.
- 1985. Тангутский язык: Морфология. Moskau: Nauka.
- 1989. «西夏語的結構». In Zhongguo Minzushi Yanjiu. Beijing: Zhongyang Minzu Xueyuan Chubanshe.
- 1991. mit George van Driem. «The Tibetan transcriptions of Tangut (Hsi-hsia) ideograms». In Linguistics of the Tibeto-Burman Area 14.1:117–128.
- 1994. «The conjugation of the Tangut verb». In Bulletin of the School of Oriental and African Studies 1994.2: 339–346.
- 1995. «The Official Name of the Tangut Empire as Reflected in the Native Tangut Texts». In Manuscripta Orientalia Bd. 1 Nr. 3 (Dezember 1995): 22–32.
- 1996. «Tangut Ritual Language». Beitrag zur 29th International conference on Sino-Tibetan languages and linguistics, Leiden, 10–13 October 1996.
- 1998. «The famous Liangzhou bilingual stele». In T’oung Pao Bd. 84: 356–379.
- 2000. «The Verb in Tangut». Beitrag zum 9th seminar of the International Association for Tibetan Studies, Leiden, 2000.
- 2001. «'Mi-nia': Self-appellation and Self-portraiture in Khara Khoto Materials». In Manuscripta Orientalia Bd. 7 Nr. 4 (Dezember 2001): 37–47.
- 2001. «Chinggis Khan’s Name Encrypted in a Tangut Song». In IDP News Nr. 19 (Winter 2001): 2–3.
- 2002. mit Christopher I. Beckwith. «A preliminary glossary of Tangut from the Tibetan transcriptions». In Medieval Tibeto-Burman languages. Leiden, 2002.
- 2002. «The Autumn Wind by Han Wu-di in the Mi-nia Translation». In Manuscripta Orientalia Bd. 8 Nr. 2 (Juni 2002): 36–51.
- 2003. «The black-headed and the red-faced in Tangut indigenous texts». In Studia Orientalia 95: 275–298.
- 2003. Последние статьи и документы. St. Petersburg: Omega Publishers. ISBN 5-7373-0259-8
- 2003. «'The General’s Garden' in the Mi-nia Translation». In Последние статьи и документы. St. Petersburg: Omega Publishers, S. 12–23.

| Personendaten    | Personendaten                 |
| ---------------- | ----------------------------- |
| NAME             | Keping, Ksenija Borissowna    |
| KURZBESCHREIBUNG | sowjetische Wissenschaftlerin |
| GEBURTSDATUM     | 7. Februar 1937               |
| GEBURTSORT       | Tianjin                       |
| STERBEDATUM      | 13. Dezember 2002             |